# Cantrall
Cantrall – wieś w Stanach Zjednoczonych, w stanie Illinois, w hrabstwie Sangamon.